# Clypeostagonospora muhlenbergiae
Clypeostagonospora muhlenbergiae är en svampart som beskrevs av Punith. 1981. Clypeostagonospora muhlenbergiae ingår i släktet Clypeostagonospora, divisionen sporsäcksvampar och riket svampar.   Inga underarter finns listade i Catalogue of Life.